# Clásico Laferrere-Sacachispas
El clásico Laferrere-Sacachispas también conocido como  "Clásico Lafe-Saca" es un duelo del fútbol de ascenso en Argentina que presumiblemente se remonta a la década de 1980. El origen de la rivalidad nace dada la conexión de la línea del Ferrocarril Belgrano Sur con las estaciones de cada institución, Villa Soldati de Sacachispas y Gregorio de Laferrere  del club homónimo, a solo 25 minutos de distancia. Los estadios de cada equipo se localizan en cercanía de cada parada ferroviaria, que originaron enfrentamientos y emboscadas entre sus hinchadas.
Sacachispas recibió al Deportivo Laferrere, para algunos este clásico se remonta desde la década del 80.miércoles 14 de diciembre de 2016, Mundo Ascenso.
Disputaron su primer encuentro hace 46 años, el 10 de octubre de 1978 en el Estadio Roberto Larrosa con empate en dos tantos. Cuenta con un importante historial de partidos disputados, incluyendo dos eliminaciones en Copa Argentina. La muy fuerte rivalidadad entre las parcialidades de ambos equipos derivó en varios incidentes y episodios violentos entre sus aficiones.

## La rivalidad
El 21 de octubre de 2006 en inmediaciones de la estación de Villa Soldati, en la intersección de Avenida Cruz y Lacarra, se enfrentaron las hinchadas de Laferrere y de Sacachispas,  se generaron destrozos en automóviles y varias viviendas en los edificios de la zona.
El 4 de marzo de 2012 dos horas antes de disputarse un clásico, barrabravas de Sacachispas esperaron a jugadores y allegados de Laferrere dentro del club. Los jugadores del equipo verde fueron recibidos por unos 30 integrantes de la hinchada de Sacachispas qué arrojaron piedras, salivaron e insultaron el ingreso del plantel visitante.
Los agresores que atravesaron la cancha auxiliar para ir en busca de los jugadores visitantes, no pudieron pasar el último alambrado, y fue la única defensa del plantel de Laferrere. Pese a ello varios jugadores y dirigentes fueron alcanzados por piedras y sufrieron lesiones. 
La Policía no pudo frenar los ataques de la barra Lila. El árbitro Américo Monsalvo decidió suspender el partido por “falta de garantías” y el plantel de Laferrere regresó custodiado por la Gendarmería.
Cada duelo futbolístico de ambos equipos es vivido con intensidad donde sobresalen el colorido y los cánticos desafiantes creados por sus hinchadas debido a la muy fuerte rivalidad y los incidentes ocurridos a través de las décadas en las estaciones del Belgrano Sur.
Aliento constante de la barra de Laferrere que le volvió a recordar a su rival viejas rencillas con: "Che Soldati vos no tenés perdón"Extracto, Revista Ascenso, Laferrere 0, Sacachispas 1

La barra entró y brindó un recibimiento espectacular al equipo, con humo lila y blanco. Se recordó a Laferrere, con cosas como: "Mire mire que locura / mire mire que emoción / ese es el famoso Lafe que dejó tirado a un pibe en la estación".Extracto, Revista Ascenso, Sacachispas 2, Laferrere 0 

## Historial
Para confeccionar la siguiente tabla se toman en cuenta todos los partidos oficiales reconocidos por AFA.
- Actualizado hasta el 30 de septiembre de 2024.

| Competición             | Partidos | Victorias | Victorias | Empates | Goles | Goles |
| ----------------------- | -------- | --------- | --------- | ------- | ----- | ----- |
| Primera B Metropolitana | 4        | 0         | 2         | 2       | 3     | 5     |
| Primera C               | 25       | 12        | 7         | 6       | 39    | 20    |
| Primera D               | 14       | 9         | 1         | 4       | 27    | 12    |
| Copas Nacionales        | 2        | 1         | 0         | 1       | 2     | 1     |
| Total                   | 45       | 22        | 10        | 13      | 71    | 38    |

## Partidos oficiales
Resultados registrados en todos los torneos oficiales de AFA.
| #  | Torneo                 | Ronda            | Estadio                | Local       | Resultado | Visitante   | Goles (L)                                                              | Goles (V)                                           |
| -- | ---------------------- | ---------------- | ---------------------- | ----------- | --------- | ----------- | ---------------------------------------------------------------------- | --------------------------------------------------- |
| 1  | Primera D 1978         | RF 3             | Sacachispas            | Sacachispas | 2-2       | Laferrere   | ?                                                                      | ?                                                   |
| 2  | Primera D 1979         | RF 1             | Laferrere              | Laferrere   | 1-3       | Sacachispas | ?                                                                      | ?                                                   |
| 3  | Primera D 1981         | ZB 9             | Sacachispas            | Sacachispas | 1-2       | Laferrere   | ?                                                                      | ?                                                   |
| 4  | Primera D 1981         | ZB 24            | Laferrere              | Laferrere   | 4-0       | Sacachispas | Casco (2), M. Ruiz Díaz y Arroyo                                       |                                                     |
| 5  | Primera D 1982         | ZB 14            | Sacachispas            | Sacachispas | 0-1       | Laferrere   |                                                                        | ?                                                   |
| 6  | Primera D 1982         | ZB 29            | Laferrere              | Laferrere   | 1-1       | Sacachispas | ?                                                                      | ?                                                   |
| 7  | Primera D 1983         | ZB 6             | Sacachispas            | Sacachispas | 2-2       | Laferrere   | ?                                                                      | ?                                                   |
| 8  | Primera D 1983         | ZB 19            | Laferrere              | Laferrere   | 2-1       | Sacachispas | ?                                                                      | ?                                                   |
| 9  | Primera D 1984         | ZB 2             | Sacachispas            | Sacachispas | 0-0       | Laferrere   |                                                                        |                                                     |
| 10 | Primera D 1984         | ZB 15            | Laferrere              | Laferrere   | 1-0       | Sacachispas | ?                                                                      |                                                     |
| 11 | Primera D 1985         | ZB 1             | Sacachispas            | Sacachispas | 0-1       | Laferrere   |                                                                        | De Souza                                            |
| 12 | Primera D 1985         | ZB 14            | Laferrere              | Laferrere   | 2-0       | Sacachispas | Oscar Montiel; Robledo                                                 |                                                     |
| 13 | Primera D 1986         | ZB 2             | Laferrere              | Laferrere   | 2-1       | Sacachispas | Luis Chamorro; Juan Albariño                                           | Duarte                                              |
| 14 | Primera D 1986         | ZB 9             | Sacachispas            | Sacachispas | 1-3       | Laferrere   | Ortigoza                                                               | Luis Chamorro (2, 1p); Armando Arroyo               |
| 15 | Primera C 2000/01      | Ap. 15           | Nueva Chicago          | Sacachispas | 2-1       | Laferrere   | José Kesseler; Martín Cesano                                           | Marcelo Rojas                                       |
| 16 | Primera C 2000/01      | Cl. 15           | Laferrere              | Laferrere   | 4-0       | Sacachispas | Carlos Cáceres; Diego Fernández; Walter Verón (p); Guillermo Szeszurak |                                                     |
| 17 | Primera C 2006/07      | Ap. 4            | Defensores de Belgrano | Sacachispas | 0-2       | Laferrere   |                                                                        | Diego Figueroa; Antonio Ortigoza                    |
| 18 | Primera C 2006/07      | Cl. 4            | Laferrere              | Laferrere   | 0-0       | Sacachispas |                                                                        |                                                     |
| 19 | Primera C 2007/08      | 1                | Deportivo Riestra      | Sacachispas | 0-2       | Laferrere   |                                                                        | Damián Aleña (e/c); Jorge Blanco                    |
| 20 | Primera C 2007/08      | 20               | Laferrere              | Laferrere   | 3-1       | Sacachispas | Sergio Tejera; Raúl Nieva; Gerardo Vega                                | Javier Vargas                                       |
| 21 | Primera C 2008/09      | 5                | Sacachispas            | Sacachispas | 0-0       | Laferrere   |                                                                        |                                                     |
| 22 | Primera C 2008/09      | 24               | Laferrere              | Laferrere   | 0-1       | Sacachispas |                                                                        | Walter Montenegro                                   |
| 23 | Primera C 2009/10      | 4                | Tristán Suárez         | Laferrere   | 3-0       | Sacachispas | Iván Portillo; Gabriel Manzini                                         |                                                     |
| 24 | Primera C 2009/10      | 23               | Sacachispas            | Sacachispas | 2-1       | Laferrere   | Agustín Castiglione; Javier Vargas (p)                                 | Fernando Castro                                     |
| 25 | Primera C 2010/11      | 16               | Sacachispas            | Sacachispas | 0-1       | Laferrere   |                                                                        | Fernando Castro                                     |
| 26 | Primera C 2010/11      | 35               | Laferrere              | Laferrere   | 3-0       | Sacachispas | Iván Portillo; Gustavo Gutiérrez; Leandro Marecos                      |                                                     |
| 27 | Primera C 2011/12      | 7                | Laferrere              | Laferrere   | 0-0       | Sacachispas |                                                                        |                                                     |
| 28 | Copa Argentina 2011/12 | 4° elim.         | Laferrere              | Laferrere   | 1-1 (3-4) | Sacachispas | Fernando Castro                                                        | Roberto Páez                                        |
| 29 | Primera C 2011/12      | 26               | Sacachispas            | Sacachispas | 1-3       | Laferrere   | Cristian Galeazzi                                                      | Leandro Benegas; Jonathan Sabán; Cristian Jeandet   |
| 30 | Primera C 2012/13      | 6                | Sacachispas            | Sacachispas | 1-1       | Laferrere   | Eugenio Peralta Cabrera                                                | Diego Jaime                                         |
| 31 | Primera C 2012/13      | 25               | Laferrere              | Laferrere   | 0-0       | Sacachispas |                                                                        |                                                     |
| 32 | Primera C 2013/14      | 7                | Sacachispas            | Sacachispas | 2-1       | Laferrere   | Gastón Arrieta; Hernán Zerbo                                           | Cristian Galeazzi                                   |
| 33 | Primera C 2013/14      | 26               | Laferrere              | Laferrere   | 3-1       | Sacachispas | Gustavo Fernández (3)                                                  | Leandro Cogrossi                                    |
| 34 | Primera C 2014         | ZB 2             | Sacachispas            | Sacachispas | 1-3       | Laferrere   | Ignacio Varela                                                         | Diego Jaime; Gustavo Fernández (2)                  |
| 35 | Primera C 2014         | ZB 11            | Laferrere              | Laferrere   | 0-1       | Sacachispas |                                                                        | Ignacio Varela                                      |
| 36 | Copa Argentina 2014/15 | Gr. I - 2° elim. | Sacachispas            | Sacachispas | 0-1       | Laferrere   |                                                                        | Gustavo Fernández (p)                               |
| 37 | Primera C 2015         | 15               | Sacachispas            | Sacachispas | 0-2       | Laferrere   |                                                                        | Bruno Rodríguez; Juan Coassini                      |
| 38 | Primera C 2015         | 34               | Laferrere              | Laferrere   | 1-1       | Sacachispas | Carlos Madeo                                                           | Eduardo Dos Santos                                  |
| 39 | Primera C 2016         | 4                | Laferrere              | Laferrere   | 2-3       | Sacachispas | Jonathan Fernández; Néstor García                                      | Eduardo Dos Santos; Gastón Arrieta; Alejandro Ayala |
| 40 | Primera C 2016/17      | 18               | Sacachispas            | Sacachispas | 2-0       | Laferrere   | Maximiliano Quinteros; Raúl Pérez                                      |                                                     |
| 41 | Primera C 2016/17      | 37               | Laferrere              | Laferrere   | 1-0       | Sacachispas | Arturo Ordano                                                          |                                                     |
| 42 | Primera B 2024         | Ap. 16           | Sacachispas            | Sacachispas | 2-1       | Laferrere   | Santiago Brotzman; Emanuel Barreiro                                    | Franco Ocampo                                       |
| 43 | Primera B 2024         | Cl. 16           | Argentino de Merlo     | Laferrere   | 1-1       | Sacachispas | Braian Chávez (p)                                                      | Tomás Magnano                                       |
| 44 | Primera B 2025         | Ap. 5            | Laferrere              | Laferrere   | 0-0       | Sacachispas |                                                                        |                                                     |
| 45 | Primera B 2025         | Cl. 5            | Sacachispas            | Sacachispas | 2-1       | Laferrere   | Arrieta (2)                                                            | Ortiz                                               |

## Tabla comparativa
Actualizado hasta diciembre de 2025
| Observaciones       |                                            |                         |
| ------------------- | ------------------------------------------ | ----------------------- |
| Nombre completo     | Club Social y Cultural Deportivo Laferrere | Sacachispas Fútbol Club |
| Fecha de fundación  | 9 de julio de 1956                         | 17 de octubre de 1948   |
| Apodo               | Villero                                    | Lila                    |
| Temporadas          |                                            |                         |
| Total en AFA        | 51                                         | 74                      |
| en Segunda División | 5                                          | 1                       |
| en Tercera División | 13                                         | 20                      |
| en Cuarta División  | 33                                         | 37                      |
| en Quinta División  | -                                          | 16                      |
| Títulos             |                                            |                         |
| Total en AFA        | 2                                          | 4                       |
| en Tercera División | 0                                          | 1                       |
| en Cuarta División  | 2                                          | 2                       |
| en Quinta División  | -                                          | 1                       |
| Ascensos            |                                            |                         |
| Total en AFA        | 4                                          | 6                       |
| a Segunda División  | 1                                          | 1                       |
| a Tercera División  | 3                                          | 3                       |
| a Cuarta División   | -                                          | 2                       |

1. ↑  En 1986 Laferrere ascendió de Primera D a Primera C, pero la Primera C pasó de ser Tercera División a Cuarta División (por el nacimiento de la B Nacional), por lo cual Laferrere siguió permaneciendo en el mismo nivel: Cuarta División.